# Miguel Guerrero (Colombiaans voetballer)
Miguel Ángel Guerrero (Cali, 7 september 1967) is een voormalig profvoetballer uit Colombia. Hij speelde als aanvaller en beëindigde zijn carrière in 2001.

## Clubcarrière
Guerrero speelde niet alleen in eigen land bij América de Cali, maar ook in Spanje, Italië en Zwitserland.

## Interlandcarrière
Guerrero kwam in totaal zes keer (één doelpunt) uit voor de nationale ploeg van Colombia in de periode 1990–1995. Hij maakte zijn debuut op 4 februari 1990 in de vriendschappelijke uitwedstrijd tegen de Verenigde Staten (1-1), toen hij inviel voor Freddy Rincón. Hij nam met Colombia deel aan het WK voetbal 1990 in Italië.
| Interlands van Miguel Ángel Guerrero voor Colombia | Interlands van Miguel Ángel Guerrero voor Colombia | Interlands van Miguel Ángel Guerrero voor Colombia | Interlands van Miguel Ángel Guerrero voor Colombia | Interlands van Miguel Ángel Guerrero voor Colombia | Interlands van Miguel Ángel Guerrero voor Colombia |
| №                                                  | Datum                                              | Wedstrijd                                          | Uitslag                                            | Competitie                                         | Goals                                              |
| -------------------------------------------------- | -------------------------------------------------- | -------------------------------------------------- | -------------------------------------------------- | -------------------------------------------------- | -------------------------------------------------- |
| 1                                                  | 4 februari 1990                                    | Verenigde Staten – Colombia                        | 1 – 1                                              | Vriendschappelijk                                  | 0                                                  |
| 2                                                  | 20 februari 1990                                   | Colombia – Sovjet-Unie                             | 0 – 0                                              | Vriendschappelijk                                  | 0                                                  |
| 3                                                  | 22 april 1990                                      | Verenigde Staten – Colombia                        | 0 – 1                                              | Vriendschappelijk                                  | 1'                                                 |
| 4                                                  | 31 juli 1992                                       | Verenigde Staten – Colombia                        | 0 – 1                                              | Vriendschappelijk                                  | 0                                                  |
| 5                                                  | 2 augustus 1992                                    | Mexico – Colombia                                  | 0 – 0                                              | Vriendschappelijk                                  | 0                                                  |
| 6                                                  | 10 juli 1995                                       | Colombia – Ecuador                                 | 0 – 0                                              | Copa América                                       | 0                                                  |

## Erelijst
América de Cali
- Copa Mustang

1990, 1992
 Atlético Junior
- Copa Mustang

1993
- Topscorer Copa Mustang

1993 (34 goals)